# دوري الدرجة الممتازة الأيرلندي 2011
دوري الدرجة الممتازة الأيرلندي 2011 (بالإنجليزية: 2011 League of Ireland Premier Division)‏ هو الموسم 91 من دوري الدرجة الممتازة الأيرلندي. أشرف على تنظيمه اتحاد أيرلندا لكرة القدم، وكان عدد الأندية المشاركة فيه 10، وفاز فيه نادي شامروك روفرز.